# پایتون مشبک
پایتون مشبک (نام علمی: Broghammerus reticulatus) نام یک گونه از تیره پایتونان است. این گونه در جنوب شرق آسیا زندگی می‌کند و طول آن می‌تواند به بیش از ۱۰ متر و وزنش به ۱۵۰ کیلوگرم برسد. این مار در غارها، رودخانه‌ها، مرداب‌ها و در اکثر اوقات بر روی درختان دیده می‌شود، خرگوش‌ها، میمون‌ها، گوزن‌ها و کروکودیل‌ها از شکارهای معمول این مار غول پیکر هستند، اما گزارش‌هایی از بلعیده شدن انسان‌ها نیز توسط این مار به ثبت رسیده است.

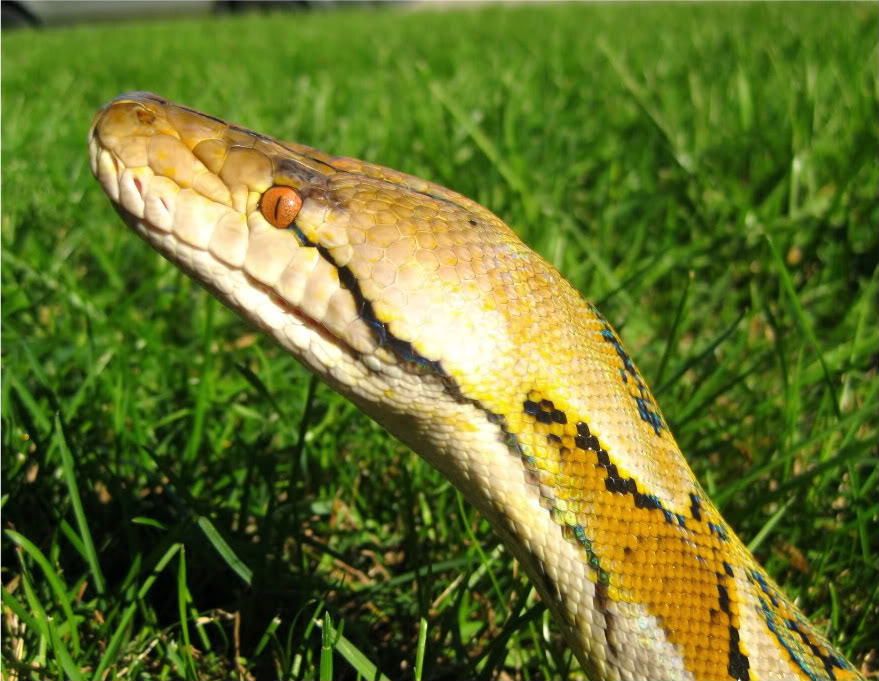
سر یک پایتون مشبک